# Kermit the Frog
Kermit the Frog (hasta la compra por Disney, conocido como la rana René en Hispanoamérica y la rana Gustavo en España) es un personaje ficticio creado por el titiritero y productor de televisión estadounidense Jim Henson en 1955. Kermit es el personaje central y presentador del espectáculo británico-estadounidense  The Muppets Show, también cuenta con apariciones frecuentes en Sesame Street.

## Desarrollo del personaje

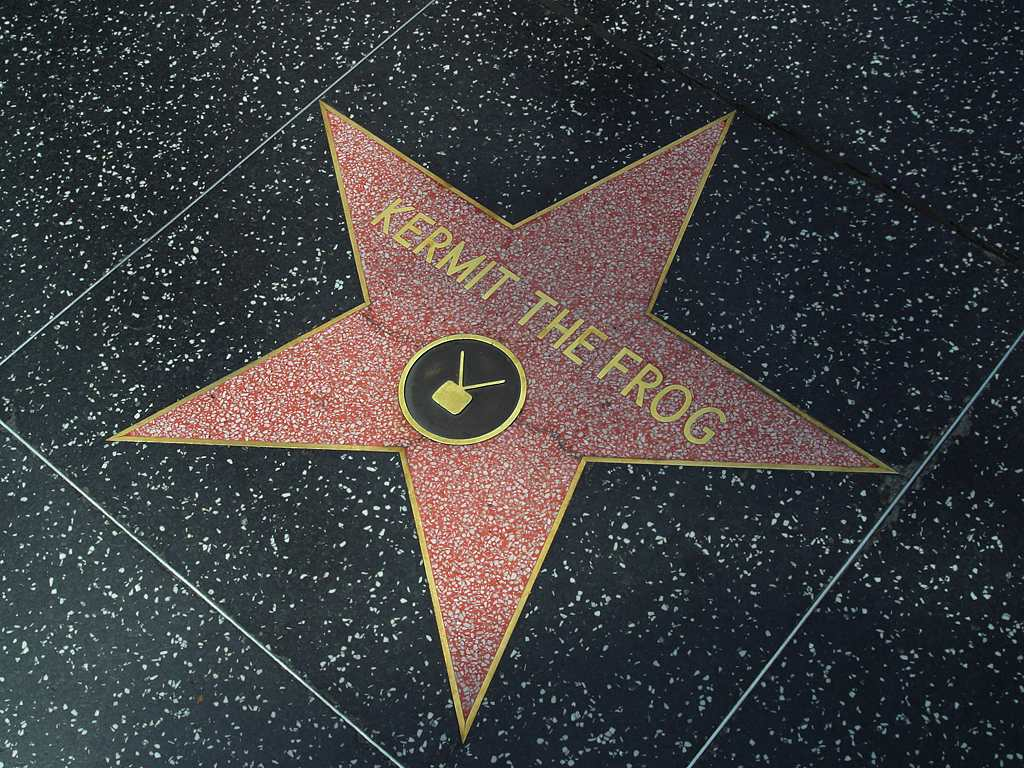
Estrella de Kermit en Hollywood Blvd.

Kermit aparece por primera vez el 9 de mayo de 1955 en el show Sam and Friends, como una marioneta casera y abstracta con un par de patas redondas y sin su distintivo collar, asemejándose más a la apariencia de un lagarto. El prototipo original fue fabricado con un abrigo femenino color turquesa de la madre de Henson y una pelota de ping pong dividida a la mitad.
Henson estableció su apariencia actual durante la filmación del especial de televisión Hey, Cinderella en 1968. Aunque el especial se estrenó en 1969, Kermit altera por completo su apariencia, incluyéndosele aletas y un collar; ahí es donde por primera vez es identificado como una rana.

### Nombre
En más de una ocasión se ha estipulado que el nombre de Kermit se basa en el nombre de un conocido de la infancia de Jim Henson, Kermit Scott. A pesar de lo estipulado, Henson niega que el nombre se deba a este, sino que Kermit era un nombre muy común en el siglo XX.
El nombre oficial del personaje es Kermit the Frog, pero debido a la internacionalización de The Muppets y Sesame Street (con sus diferentes adaptaciones en diferentes países), ha sido renombrado constantemente. En Brasil, es llamado Caco o Sapo. En Portugal, es llamado Cocas o Sapo. En la mayor parte de América Latina, es llamado la rana René y en España la rana Gustavo. En otras versiones como en Kuwait, es llamado Kamel (nombre común árabe que significa «perfecto»). Debido a lo anterior, en el lanzamiento de The Muppets (2011), Walt Disney Pictures introdujo el nombre Kermit para todas las versiones y mercados internacionales, dejando atrás el nombre estipulado popularmente al personaje en años anteriores en diferentes países.
El 4 de agosto de 2015, Kermit y Miss Piggy  «anunciaron» que habían terminado su relación romántica. El 2 de septiembre de 2015, se dijo que Kermit había encontrado una nueva novia, una cerda llamada Denise, pero alrededor de febrero de 2016, supuestamente rompió con Kermit después de casi seis meses juntos.A día de hoy es uno de los solteros más cotizados de todo Hollywood.

## Intérpretes
Desde su primera aparición en 1955, ha sido interpretada por diferentes titiriteros, entre ellos:
- Jim Henson (1955-1990) - Creador, titiritero y voz original. Lo interpretó por última vez en el programa de televisión The Arsenio Hall Show, el 4 de mayo de 1990.[6]

- Steve Whitmire (1990-2017) - Tomó el personaje tras la muerte de Henson en 1990. Kermit aparece por primera vez (con la voz de Whitmire) en el especial para televisión The Muppets Celebrate Jim Henson, estrenado el 21 de noviembre de ese mismo año.

- Matt Vogel (2017- presente) - Asumió como titiritero de Kermit, tras el despido de Steve Whitmire por parte de Disney.[7] Vogel, quien también actúa en Sesame Street, reemplazó también al tiritero Caroll Spinney con su personaje de Big Bird en 2015, tras casi 50 años de haberlo interpretado.[8]

### Otros intérpretes
- Artie Esposito (Suplente en 2009)
- John Kennedy (linterpretó a Kermiti en el evento MuppetFest en 2001, y en Disney Cruise Line, en 2006)
- Frank Welker (voz de Kermit Bebé en la serie animada Muppet Babies entre 1984 y 1991)
- Matt Danner (segunda voz de Kermit Bebé en el reboot de Muppet Babies desde 2018 hasta 2021)

## Filmografía
- Sam y sus Amigos (1955-1961) (TV)
- Sesame Street (1969-2001,2009, 2019) (TV)
- El Show de los Muppets (1976-1981) (TV)
- Emmet Otter's Jug Band Christmas (1977) (TV)
- The Muppet Movie (1979)
- La Gran Aventura de los Muppets (1981)
- The Muppets Take Manhattan (1984)
- A Muppet Family Christmas (1987) (TV)
- The Muppets at Walt Disney World (1990) (TV)
- Los Muppets celebran a Jim Henson (1990) (TV)
- The Muppet Christmas Carol (1992)
- Los Muppets Esta Noche (1996-1998) (TV)
- Muppet Treasure Island (1996)
- Muppets from Space (1999)
- Los Años Pantanosos de Kermit (2002) (Video)
- Fiesta de Navidad con los Muppets (2002) (TV)
- The Muppets' Wizard of Oz (2005) (TV)
- Los Muppets (2011)
- Muppets Most Wanted (2014)
- Los Muppets (la serie) (2015) (TV)
- Muppets AHORA (2020) - Disney+

Además ha aparecido en programas estadounidenses como The Tonight Show (1979, 1989, 1992, 1996, 2014), Especial de ABC News (1987), Larry King Live (1994),  Who Wants to be a Millionaire (2000), Hollywood Squares (2001), The Daily Show with Jon Stewart (2001), Extreme Over: Home Edition (2006), American Idol (2006), Good Morning America (2006) e ingleses como I Love the 70´s (2000). Incluso ha hecho comerciales para BMW, Ford, Pizza Hut y UPS. En 2008 él y los Muppets aparecieron en los dos especiales de Disney Channel, Studio DC Almost Live en donde los Muppets hicieron sketches y números musicales con las estrellas del canal como Good Luck Charlie y So Random!

## Impacto cultural
En 1996 fue nombrado doctor honoris causa en Letras Anfibias por la Universidad de Long Island, y en 2005 recibió las llaves de la ciudad de Kermit (Estados Unidos). Además, desde 2002 tiene su estrella en el paseo de la fama de Hollywood.
Durante la segunda vuelta de las Elecciones Presidenciales del 2025 en Ecuador, el nombre del personaje se convirtió en el apodo de la entonces candidata presidencial Luisa González, por la lista de la Revolución Ciudadana.